# Духовное развитие

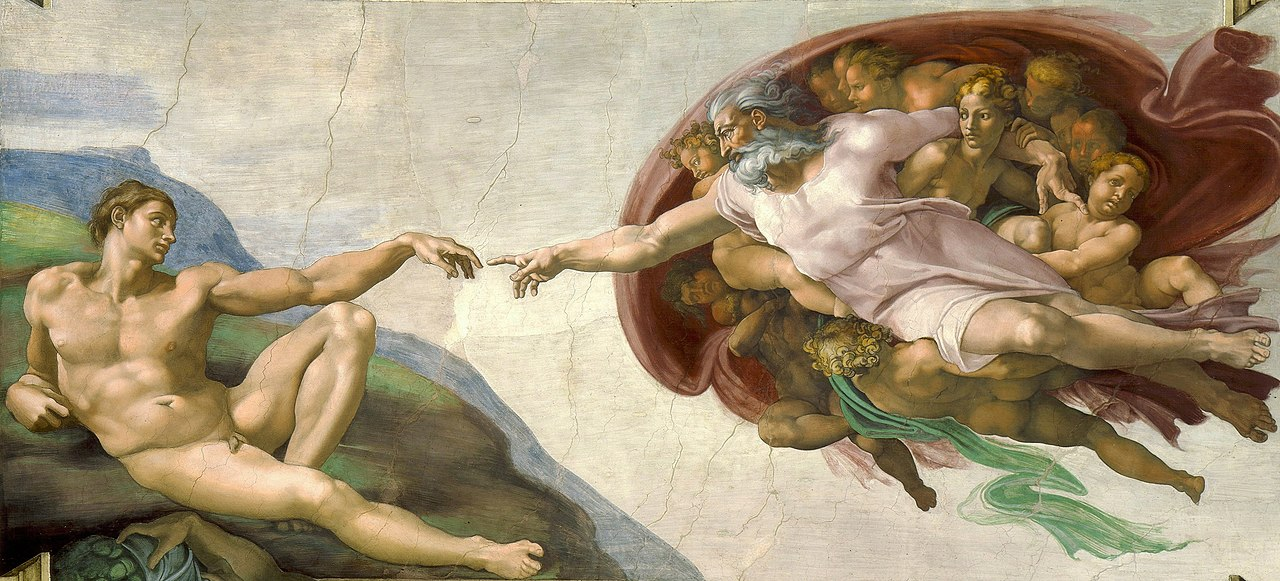
Сотворение Адама, Микеланджело

Духовное развитие (духовный рост, духовная эволюция, сознательная эволюция, высшая эволюция) — философская, мистическая идея о том, что человек собственными усилиями, в течение своей жизни, или в течение нескольких жизней, может развиться (вырасти, эволюционировать) в более духовное или даже божественное существо. Идея духовного развития встречается в античной и западной философии, в мистических традициях различных религий, в некоторых современных психологических тренингах.
Мистики верят в то, что к духовному развитию приводит духовная работа, которая вызывает духовные трансформации и смену духовных состояний от более низких состояний к духовно более высоким.
Высшие духовные состояния, доступные человеку, в разных мистических традициях описываются по-разному и служат целями духовного пути для адептов этих мистических течений.

## Высшие духовные состояния в различных учениях
- Каббала — отождествление с общей управляющей Высшей силой, называемой «Творец»[13].
- Исихазм — обожение человеческой личности, слияние с Богом[14][15]. Смысл обожения выражен в высказывании Афанасия Великого: «Бог вочеловечился, чтобы человек обожился».
- Суфизм — пребывание в Боге. Ал-Бистами выразил это состояние фразой: «Я есть Ты, и Ты есть я»[16].
- Индуизм — слияние с Брахманом индивидуальной души (атмана)[17].
- Шайва-сиддханта и натха-йога — слияние с Шивой[18][19].
- Йога — просветление вследствие осознания природы Пуруши[20].
- Сикхизм — слияние с Богом[21].
- Даосская алхимия — достижение состояния бессмертного существа путем слияния с Дао[22].
- Буддизм — достижение состояния Будды (просветленного человека)[23].
- Джайнизм — достижение состояния освобождения (мокши) души от кармы[24].
- Неоплатонизм — мистический союз с Единым (энозис)[25].
- Нью-эйдж — обнаружение единства реального «Я» со всей вселенной, слияние с Абсолютом[26].

## Системы духовных состояний
В некоторых мистических традициях существуют описания системы духовных состояний, которые последовательно проходит адепт на пути духовного развития.
В каббале существует схема духовного развития (исправления) человека состоящая из шести тысяч ступеней, называемых годами. После прохождения всех ступеней человек восходит на ступень, называемую: «Машиах». После которой, в свою очередь, следуют ступени слияния с Творцом, называемые седьмым, восьмым, девятым и десятым тысячелетиями.
В христианском мистицизме известно сочинение Иоанна Лествичника «Лествица», в котором описывается тридцать ступений восхождения к высшим духовным состояниям. В сочинениях Бернара Клервоского описываются двенадцать ступеней восхождения до любви к Богу, открывающей путь к «слиянию души с Богом». Англиканский священник Уильям Ральф Индж разделял «лестницу совершенства» (лат. scala perfectionis) на три стадии: «очистительную» или аскетическую, «просветляющую» или созерцательную, и «объединительную», на которой можно узреть Бога. Последовательный путь от «внутренней природы личности» к «истинному познанию и восприятию Бога, как он есть» описывается в средневековом христианском мистическом трактате «Облако незнания».
В суфизме известна система духовных состояний/стоянок — макам. В некоторых суфийских тарикатах в качестве системы духовных состояний используется восходящая последовательность из семи нафсов, начиная от повелевающего нафса и заканчивая совершенным нафсом.
В трактате «Сиддха-сиддханта-паддхати», относящемуся к натха-йоге, описывается духовный путь состоящий из двенадцати ступеней. Прохождение каждой ступени занимает один год. На первой ступени адепт избавляется от болезней, на двенадцатой ступени он становится равен Шиве.
В сикхизме духовное развитие человека называется «нам марг» и состоит из пяти ступеней. На первой ступени человек практикует правильное морально-этическое поведение, а на пятой ступени познаёт истину и сливается с Богом.
В тибетской буддизме известно руководство духовного развития по всем ступеням буддийского духовного пути вплоть до полного просветления называемое ламрим (этапы пути).
В джайнизме различают четырнадцать ступеней на лестнице духовного развития, которые называются гунастханы («ступени добродетели»). Первая гунастхана называется «ложный взгляд», последняя ступень называется «всеведение без активности».
Основатель неоплатонизма философ Плотин различал в духовном развитии человека три последовательные стадии: очищение, просветление и единение.

## Духовный путь
Духовное развитие конкретного человека часто называют его духовным путём. Например: духовный путь Гоголя.
Духовным путём также может называться мистическая традиция или религия, в которой существует понятие духовного развития. Например: христианство как духовный путь.
Слово «путь» является распространённой метафорой для обозначения конкретного учения духовного развития и может употребляться без прилагательного «духовный».
Например:
- Восьмеричный путь
- Срединный путь
- Царский путь[37]
- Путь спасения[38]
- Путь Освобождения[24]
- Четвёртый путь
- Путь левой руки и Путь правой руки
- Тарикат

## Духовные трансформации
В некоторых мистических традициях существуют описания наиболее сильных духовных трансформаций, которые встречаются человеку на его духовном пути.
В христианстве известен духовный кризис называемый тёмной ночью души.
Во многих мистических традициях описывается духовная трансформация именуемая растворением эго.

## Сравнение путей духовного развития
Письменных свидетельств о сравнении различных путей духовного развития в древнее время и в средние века немного.
Средневековый учёный-энциклопедист Аль-Бируни, комментируя йогу Патанджали, в качестве параллелей цитирует неоплатоников и суфиев. Например, он пишет: «Тем же путём, что и [книга] „Патанджала“, следуют суфии в учении о полной поглощённости созерцанием Истины [то есть бога]…».
Свами Сватмарама пишет о сходстве высших состояний в различных индийских мистических традициях: «Раджа-йога, самадхи, унмани, манонмани, амаратва, лайя, таттва, шуньяашунья, парамапада, аманаска, адвайта, нираламба, ниранджана, дживанмукти, сахаджа и турия — все эти слова являются синонимами».
Современными учёными сравнения путей духовного развития проводятся «в рамках многих парадигм и подходов — религиоведения в целом, исследований мистицизма, традиционалистской и перенниалистской философии, психологии, нейрофизиологии и исследований сознания, трансперсональной психологии».
Российский религиовед Торчинов Е. А. предполагает, что все высшие духовные состояния различных путей духовного развития человека имеют единую природу, основанную на реальном мистическом опыте, а описательная, терминологическая и доктринальная разница различных религий и учений обусловлена лишь культурными различиями и трудностями, связанными с адекватным описанием трудно выразимых или «невыразимых» состояний. Схожей точки зрения придерживаются историк религии Элиаде М. и кандидат философских наук Муртузова З. М..
Психолог Агузумцян Р. В. дополняет, что этим высшим духовным состоянием к которому ведут все духовные пути является — «ощущение себя в Боге и Бога в себе, состояние нирваны или Дао».
Агузумцян Р. В. также отмечает, что, при внешних различиях, во всех религиях духовный путь к высшим духовным состояниям лежит через «самопознание, самоуглубление и самосовершенствование».
Российский религиовед Жиртуева Н. С. считает, что целью духовного развития во всех мистических традициях мира является переход от эгоцентрического (непросветлённого) сознания к сознанию просветлённому, путём постепенной духовной трансформации материального начала в человеке в духовное начало. Религиоведы Жиртуева Н. С. , Муртузова З. М. , Золотухина-Аболина Е. В. сходятся в том, что «единение» с Абсолютом является универсальной особенностью мистического опыта для всех путей духовного развития. При этом в различных мистических традициях Абсолют может восприниматься по-разному: как личный Бог-Творец, как онтологическое «Ничто», как «Пустота». Описание же взаимодействия с Абсолютом может рассматриваться как «объединение», «растворение» в нём, «погружение» в него, «восхождение» к нему.
Кандидат философских наук Городнева М. С. отмечает сходство ступеней духовного развития в исихазме и йоге.
Российский учёный и философ Хоружий С. С. обосновывал единство всех путей духовного развития, опираясь прежде всего на духовные практики исихазма. Разрабатываемая им философская система под названием синергийная антропология была призвана привнести научный взгляд на духовное развитие, обобщить и интерпретировать духовные пути и практики в рамках современного научного языка и методологии.

### Перенниализм
Религиозные философы перенниализма утверждают тождественность всех мистических традиций мира. Эта идея характерна для работ Р.Генона, Ф.Шуона, Т.Буркхардта, О.Хаксли, С. Х. Насра, С.Радхакришнана, У.Стоддарта и Х.Смита. Сейид Наср, например, писал: «„настоящий“ мистик способен „прорваться“ через различия в символах, образах и учениях великих религиозных традиций и познать единую „истину“, являющуюся источником этих религий и по-разному воплощенную в них».

## Духовное развитие и личностный рост
По мере секуляризации современного общества происходил процесс размытия традиционного значения термина «духовность», а в след за ним и размытия понятия «духовное развитие», «духовный рост». В современном обществе и в некоторой современной научной литературе духовное развитие может определяться как становление нравственных качеств личности или приобщение к культурным ценностям, адаптация к социокультурной среде. Однако, как отмечает религиовед Матецкая А. В., такие «социальные» определения термина «духовное развитие» всегда оказываются условными и зависимыми от конкретной культурной среды. В расширенной «социальной» трактовке термин «духовное развитие» становится близким по значению понятию «личностный рост».